# Григорович Віктор Іванович
Ві́ктор Іва́нович ́Григоро́вич (нар. 30 квітня (12 травня) 1815, Балта, тепер Одеської області — 19 (31) грудня 1876, Єлисаветград, нині Кропивницький) — український славіст, педагог, член-кореспондент Петербурзької АН, член багатьох іноземних наукових товариств. Один з основоположників слов'янської філології в Російській імперії.

## Життєпис

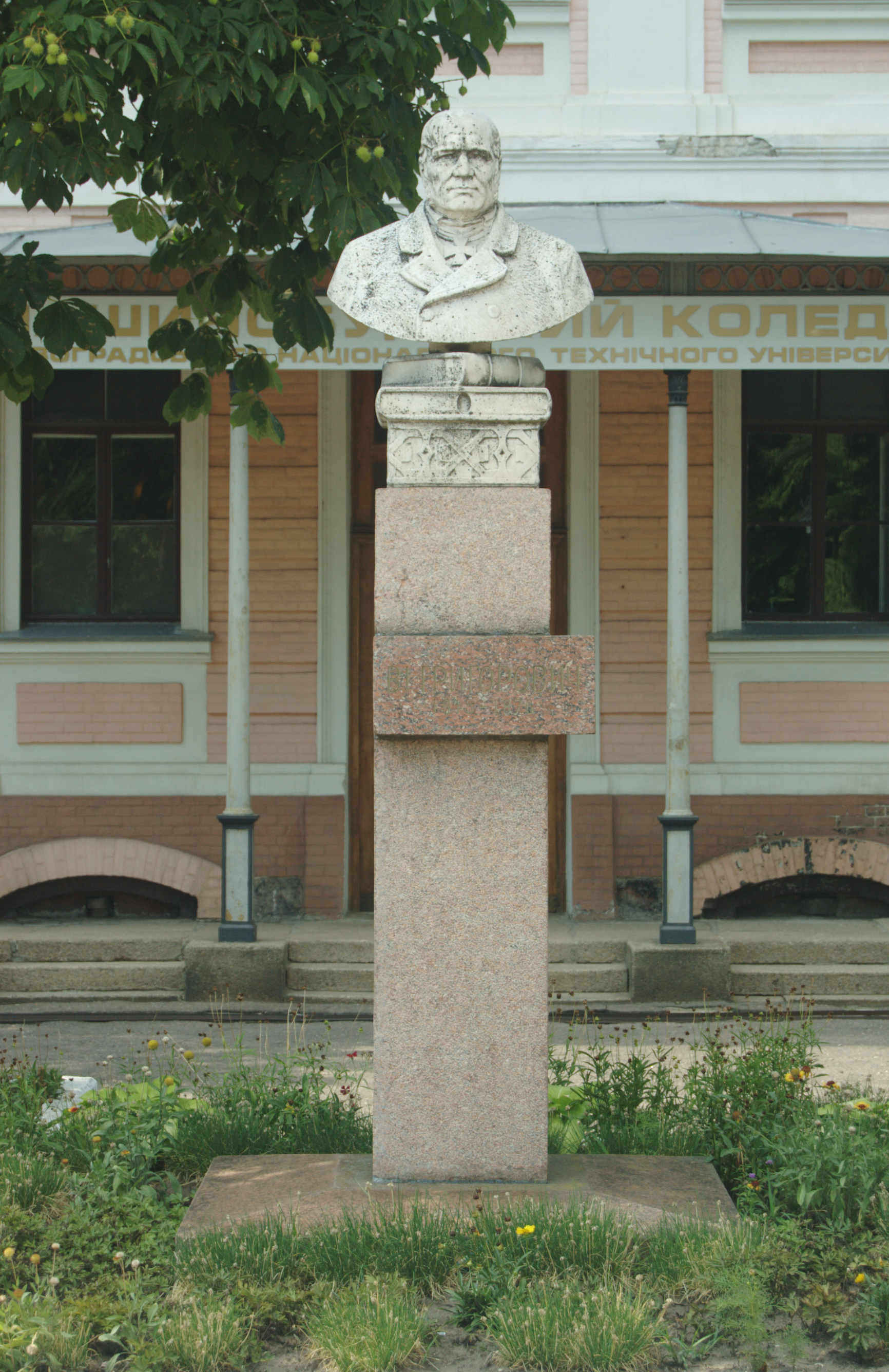
Пам'ятник Григоровичу в Кропивницькому

Навчався у василіянській школі в Умані, де перебував з 8 до 15 років. Закінчив 1838 Харківський та 1839 — Дерптський (тепер Тартуський) університети.
У 1842—1863 роках — професор кафедр історії і літератури слов'янських наріч у Казанському, в 1848—1849 — Московському, а у 1865—1876 роках — Новоросійському (сьогодні — Одеський національний університет імені І. І. Мечникова) університетах.
Статський радник, доктор наук, кавалер ордена Святого Володимира 3 ступеню.

## Наукова діяльність
Вивчав пам'ятки слов'янської писемності, історичні зв'язки слов'янських літератур і мов, болгарські і македонські діалекти, походження та історію старослов'янської мови (праці «Спроба викладу літератури слов'ян у її найголовніших епохах», «Короткий огляд слов'янських літератур», обидві — 1841, «Про праці, що стосуються давньої слов'янської мови до М. Смотрицького», «Зауваження про лексичне вивчення рукописів, писаних давньосло-в'янською мовою», обидві — 1851).
Автор досліджень з історії Сербії, археології і етнографії Півдня Росії («Записка антиквара про поїздку його на Калку і Калміус в Корсунську землю і на південні узбережжя Дніпра й Дністра», 1874). У праці «Слов'янські наріччя» (1884) дав характеристику й української мови.
У 1844–1847 здійснив подорож слов'янськими землями, що перебували під турецькою владою, збираючи пам'ятки південнослов'янської писемності, що збагатили джерелознавчу базу славістики («Очерк путешествия по Европейской Турции», 1848). Широко використовував візантійські джерела для вивчення історії балканських слов'ян («О Сербии в ее отношениях к соседним державам, преимущественно в XIV и XV столетиях», 1859, та інші).
Під час подорожі до південнослов'янських країн (1844–1847) знайшов Хіландарські листки — пам'ятку слов'янської писемності 11 ст., яку пізніше подарував Новоросійському університету (сьогодні — Одеський національний університет імені І. І. Мечникова) (зараз зберігається у Російській державній бібліотеці у Москві). У бібліотеці Одеського національного університету імені І. І. Мечникова зберігається «Отдел по славянской филологии профессора В. И. Григоровича» — слов'янська навчальна бібліотека, подарована В. І. Григоровичем вищому навчальному закладу.